# Provincia Genova
Genova este o provincie în regiunea Liguria în Italia.